# Rågoträsket
Rågoträsket är en sjö i Lycksele kommun och Sorsele kommun i Lappland och ingår i Umeälvens huvudavrinningsområde. Sjön har en area på 0,338 kvadratkilometer och ligger 293,2 meter över havet. Sjön avvattnas av vattendraget Rågobäcken.

## Delavrinningsområde
Rågoträsket ingår i det delavrinningsområde (722736-161400) som SMHI kallar för Mynnar i Vindelälvens vattendragsyta. Medelhöjden är 345 meter över havet och ytan är 57,95 kvadratkilometer. Det finns inga avrinningsområden uppströms utan avrinningsområdet är högsta punkten. Rågobäcken som avvattnar avrinningsområdet har biflödesordning 3, vilket innebär att vattnet flödar genom totalt 3 vattendrag innan det når havet efter 236 kilometer. Avrinningsområdet består mestadels av skog (79 procent) och sankmarker (15 procent). Avrinningsområdet har 1,19 kvadratkilometer vattenytor vilket ger det en sjöprocent på 2,1 procent.